# 莊東
莊東（1903年9月24日—1984年6月20日），幼名文東，字廷貴，號岸舟，七十歲後自號椰齋，台灣澎湖廳馬公街人（今澎湖縣馬公市），學校教師與校長，後轉政途，成為二戰後馬公政壇「南派」代表人物，當選澎湖縣議會第2、3、5屆議員，且為第3屆議會議長，1963年經補選復出任第5屆議長，莊東因詩文、書法、繪畫、攝影和音樂都有所涉獵，乃有澎湖才子之譽。

## 生平
莊東出生於台灣日治時期明治36年（1903年），澎湖廳東西澳媽宮社文澳（今馬公市東文里、西文里）人。六歲進入私塾學習過漢學，名東和表字廷貴皆為當時私塾老師所取，後因築舍於馬公港旁居住多餘年，自號岸舟。七十歲時則因居屋處的庭院種植棵椰子樹，另起字號椰齋。
大正元年（1912年），莊東進入媽宮公學校（今馬公國民小學），後赴台南師範學校（舊制本科）就讀，在大正12年（1923年）畢業，為該校第二屆畢業生。莊東畢業後赴馬公第一公學校之石泉分教場（今石泉國民小學）任教，之後又陸續調派至望安、馬公各地學校服務。任職教職期間，因本身對體育便有興趣，也曾出任澎湖縣體育會理事長一職。
1945年，日本帝國於第二次世界大戰中投降並撤出台灣，國民政府接收台灣，澎湖縣政府相應在1946年（民國35年）成立，傅緯武奉命成為首任官派的澎湖縣長，莊東被委任為秘書室科員兼事務股長，同時出任傅緯武的翻譯人員，該年五月改調縣政府教育科的督學。民國37年（1948年）一月，以督學身份同時兼任馬公國民學校校長一職、五月才轉任專職校長。時任教育部長朱家驊曾經邀請全台灣省教育人員含莊東在內，赴往中國大陸考察一個月。
莊東在民國42年（1953年）當選澎湖縣議會第二屆議員，自此踏入政途，爾後復當選第三屆議長以及第五屆議員。在第五屆議員任期期間，由於該屆議長鄭大洽在民國52年（1963年）當選臺灣省議員，當時議長任期尚未結束，經補選後由莊東遞補議長一職 。在從政期間，莊東也在民國46年至53年（1957－1964年）受命擔任中國青年反共救國團的澎湖縣團務主任委員。
民國55年（1966年）2月，莊東承救國團總部安排，被臺灣省政府聘任為省文獻會的專任委員，3月率全家遷居臺北，民國58年（1969年）元月退休，翌年返回澎湖居住，並出任澎湖縣文獻委員。莊東在退休之後，依然熱衷推廣文教，不遺餘力。民國73年（1984年）6月20日，莊東逝世，享壽82歲。

## 藝文成就
莊東人稱「澎湖才子」，詩詞歌賦寄託遠深，便自民國48年至55年（1959年－1970年）間擔綱澎湖詩文社團「西瀛吟社」的社長。其他舉凡如書法、繪畫、攝影、音樂、金石、印章雕刻皆有涉獵，興趣十分廣泛，可謂才華洋溢。書法除了自幼於私塾中描紅奠定良好基礎，五十歲之後開始鑽研鐘鼎文、甲骨文等筆法，並蘊含草書神韻，舉辦三次個展（其楹聯銘誅作品仍可見於今馬公市朝陽里澎湖武聖廟之中）。莊東又研習西方水彩畫，曾拜藍蔭鼎為師，在1945年之後精進油畫功力，其《莊東書畫遺作專輯》當中，大舉收錄莊東依據童年記憶，以油畫筆法繪出媽宮城尚未拆除時的馬公市街景致，價值非凡。
莊東也學習過鋼琴、提琴等樂器，馬公國小在民國41年（1952年）間的校歌，為其親自譜寫的曲目。著作方面則有《澎湖縣誌．文化志》、《中華文化復興與書法教育》、《莊東書法專輯》、《莊東書畫遺作專輯》，另外還有與顏其碩合纂的《澎湖縣誌．人物志》等作品。